# Abra tenuis
Abra tenuis är en musselart som först beskrevs av Montagu 1818.  Abra tenuis ingår i släktet Abra och familjen Semelidae. Inga underarter finns listade i Catalogue of Life.